# Olympic Real de Bangui
Olympic Real de Bangui is een voetbalclub uit de hoofdstad Bangui van de Centraal-Afrikaanse Republiek. De club speelt in de Ligue de Bangui.
Tot 1999 werd er onder de naam Réal Olympique Castel gespeeld, vanaf 2000 onder de huidige naam.

## Erelijst
Landskampioen
in 1971, 1973, 1975, 1979, 1982, 2000, 2001, 2004, 2010, 2012
Beker van de Centraal-Afrikaanse Republiek
winnaar in 1989, 1999
finalist in 2000